# Gråhuvad solfågel
Gråhuvad solfågel (Deleornis axillaris) är en fågel i familjen solfåglar inom ordningen tättingar.

## Utseende och läte
Gråhuvad solfågel är en udda, sångarlik solfågel med en lång men endast något nedåtböjd näbb. Fjäderdräkten är mestadels mossgrön med grått huvud och ljus strupe. Hanen har en liten röd fjädertofs vid skuldran, som dock ofta hålls dold. Arten påminner ytligt om långnäbbar i Macrosphenus, men är mer olivgrön än olivlångnäbb och mindre gul än gul långnäbb. Bland lätena hörs både stigande och fallande kvittor, liksom torra "tip".

## Utbredning och systematik
Fågeln förekommer från nordöstra Demokratiska republiken Kongo till västra Uganda med ett fynd från nordvästra Tanzania.. Den behandlas ibland som underart till mossgrön solfågel (Deleornis fraseri). Den behandlas som monotypisk, det vill säga att den inte delas in i några underarter.

## Levnadssätt
Gråhuvad solfågel hittas i regnskog på låg till medelhög höjd. Den uppträder mestadels i tät vegetation i skogens mellersta skikt.

## Status och hot
Arten har ett stort utbredningsområde, men tros minska i antal, dock inte tillräckligt kraftigt för att den ska betraktas som hotad. Internationella naturvårdsunionen IUCN listar arten som livskraftig (LC).